# King Bach
King Bach (bürgerlich Andrew Bachelor; * 26. Juni 1988 in Toronto, Ontario) ist ein kanadisch-amerikanischer Filmschauspieler und Influencer.

## Leben
Bachelor wurde im Torontoer Stadtteil Rexdale als Sohn jamaikanischer Eltern geboren. Er hat eine jüngere Schwester.
Im Alter von zwei Jahren zog er mit seiner Familie nach West Palm Beach im US-Bundesstaat Florida. Seine Eltern zogen ihn und seine Schwester christlich auf. Nach dem High-School-Abschluss an der Coral Springs Charter School schrieb er sich an der Florida State University ein. Während der Studienzeit wurde Bachelor Mitglied der Studentenverbindung Phi Beta Sigma.
Danach schrieb Bachelor sich in ein Abschlussprogramm an der New York Film Academy ein, brach es jedoch in seinem letzten Semester ab und zog nach Los Angeles. Anschließend studierte er Improvisationstheater bei The Groundlings.

## Filmografie (Auswahl)
- 2011–2012: Fail (Fernsehserie, 6 Folgen)
- 2012: Handsome Police (Fernsehserie)
- 2013: JustKiddingFilms (Fernsehserie)
- 2014: House of Lies (Fernsehserie, 4 Folgen)
- 2014–2015: The Mindy Project (Fernsehserie, 5 Folgen)
- 2014–2015: Black Jesus (Fernsehserie, 21 Folgen)
- 2015: The Soul Man (Fernsehserie, Folge 4x01)
- 2015: We Are Your Friends
- 2016: Fifty Shades of Black – Gefährliche Hiebe (Fifty Shades of Black)
- 2017: The Babysitter
- 2018: To All the Boys I’ve Loved Before
- 2018: When We First Met
- 2020: Sneakerheads (Fernsehserie, 6 Folgen)
- 2020: The Babysitter: Killer Queen
- 2020: Holidate
- 2020: Greenland
- 2020: The Walking Dead (Fernsehserie, Folge 10x13)
- 2021: Vacation Friends
- 2021: National Champions
- 2023: Family Switch
- 2024: The Walking Dead: The Ones Who Live (Fernsehserie, Folge 1x02)